# Eremedailles van Japan
Sinds de late 19e eeuw verleent de Japanse regering zes verschillende Eremedailles (褒章, Hōshō). De medailles worden voor bijzondere prestaties uitgereikt.
De eerste medailles werden op 7 december 1881 toegekend en sindsdien is het aantal gestegen van drie tot vijf. Tweemaal per jaar, op 29 april, de verjaardag van de Showa-keizer en op 3 november, de verjaardag van de Meiji-keizer zijn er ongeveer 800 benoemingen.
Alle medailles zijn gelijk uitgevoerd maar de kleur van het lint verschilt. Zij dragen een Japanse tekst, de kanji 褒章, op een in het midden geplaatst gouden medaillon. Verder zijn de medailles van zilver. Op de keerzijde staan kersenbloesems afgebeeld. Boven de medailles is een zilveren gesp aangebracht. In het dagelijks leven dragen de gedecoreerden een kleine rozet in het knoopsgat.
De Eremedaille met het rode lint (紅綬褒章)
Een van de originele Eremedailles. Het is een onderscheiding voor hen die onder levensgevaarlijke omstandigheden de levens van anderen wisten te redden.
De Eremedaille met het groene lint (緑綬褒章)
Een van de originele Eremedailles. Ingesteld als een onderscheiding voor in eerbied en zorg voor hun ouders of ouderen uitmuntende (klein)kinderen en dienaren. Na 1947 werd deze confusianistische waarde minder gewaardeerd en in 1947 werd het verlenen van de medaille stopgezet. Sinds 2003 werd de medaille, nu voor actieve maatschappelijke verdiensten, weer uitgereikt.
De Eremedaille met het gele lint (黄綬褒章)
Deze in 1887 ingestelde medaille is bestemd voor hen die door doorzettingsvermogen in hun eigen professionele carrière een rolmodel voor de gehele gemeenschap werden. Ook deze medaille werd een aantal jaren niet verleend maar wordt sinds 1955 weer toegekend.
De Eremedaille met het paarse lint (紫綬褒章)
In 1955 werd deze medaille ingesteld om academische, sportieve en kunstzinnige prestaties te belonen. Ook de winnaars van olympische medailles krijgen deze onderscheiding.
De Eremedaille met het blauwe lint (藍綬褒章)
Een van de originele Eremedailles. Ingesteld als een onderscheiding voor voortreffelijke ambtenaren en burgers die de overheidsdiensten verbeterden.
De Eremedaille met het donkerblauwe lint (紺綬褒章)
Deze in 1919 ingestelde medaille beloont filantropen voor hun bijdragen aan goede doelen.